# Ưng lưng đen
Ưng lưng đen (danh pháp khoa học: Accipiter soloensis) là một loài chim trong họ Accipitridae.. Loài ưng này phân bố ở phía nam Trung Quốc, Đông Dương, Thái Lan, Miến Điện, Mã Lai và các đảo lân cận. Ở Việt Nam loài này đã được phát hiện tại Biên Hòa.